# Молодецкий курган

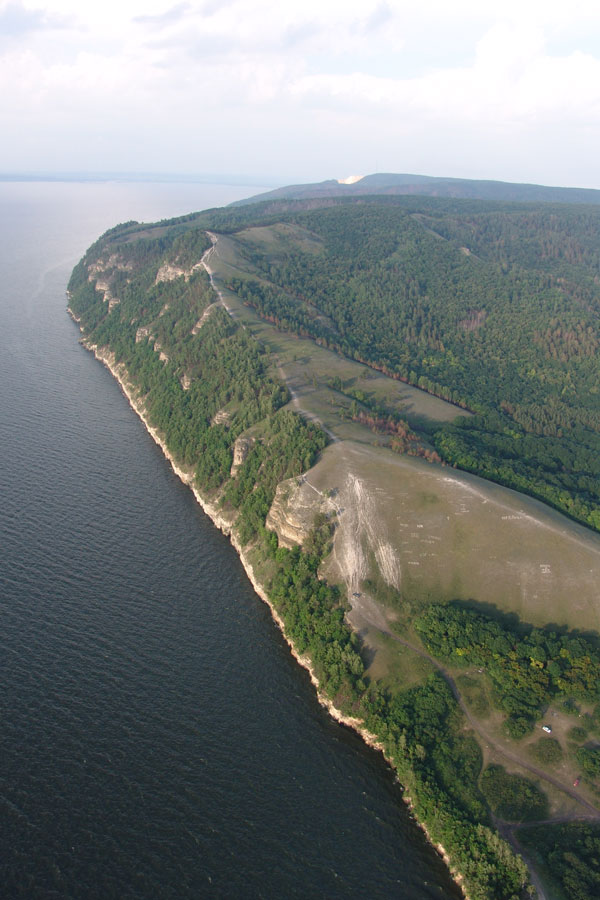

Молоде́цкий курган — гора в западной оконечности гряды Жигулёвских гор у слияния рек Уса и Волга, напротив города Тольятти. Высота — 242,8 м над уровнем моря.
Молодецкий курган — это одна из самых известных вершин Жигулей. С неё открывается вид на Жигулёвское море и гору Лепёшку.

## География

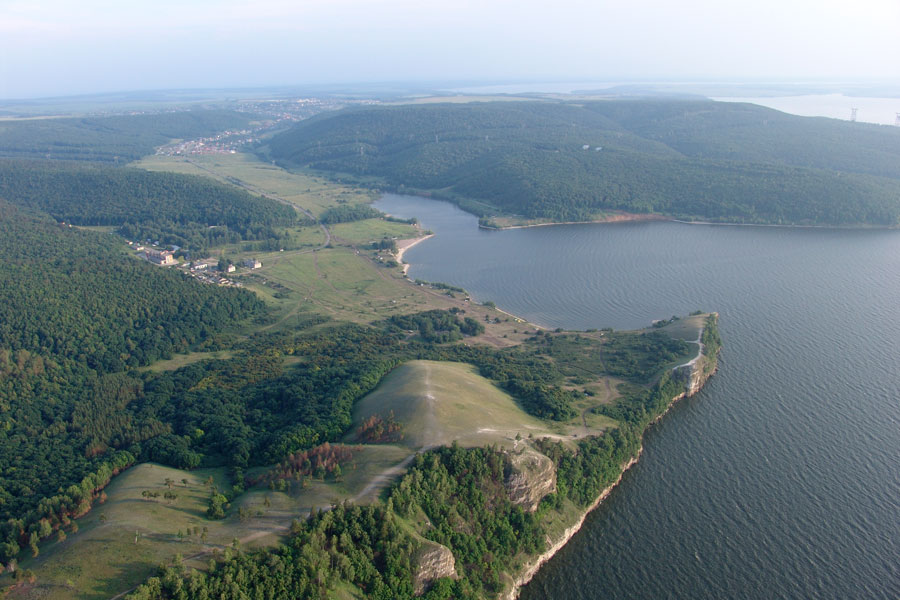
Молодецкий курган (западная часть) и залив на Куйбышевском водохранилище у села Жигули

Точное место, которое именуется Молодецким курганом, неоднократно менялось. По описаниям XVI—XVII веков вся западная часть Жигулёвских гор называлась Девичьими горами, затем Девьей горой называли нынешний Молодецкий курган, а в конце XVII века лишь его часть — скалу у подножия. После появления Куйбышевского водохранилища и подъёма уровня воды название окончательно закрепилось за нынешним географическим объектом.

## Описание
О названии Молодецкого кургана существует целый ряд легенд. Скорее всего оно связано с укрывавшимися на нём «добрыми молодцами» (беглыми и разбойниками).
На склонах сосредоточены многие уникальные представители российской флоры - всего около 200 видов растений, в том числе, редких, исчезающих и реликтовых - тонконог жестколистный, ковыль перистый, ковыль красивейший, астрагал Гельма, копеечник Гмелина, тимьян жигулевский, молочай жигулевский, солнцецвет жигулевский и пр. Здесь также находится самая крупная в Европе популяция шиверекии подольской (занесена в Красную книгу).
Каждую весну на Молодецком кургане проводится чемпионат области по альпинизму. Ежегодно во вторые выходные июня у Молодецкого кургана проводится Захаровский слёт — фестиваль бардов, туристов и спортсменов.
В честь кургана назван санаторий, расположенный неподалёку.
С мая 2008 года по июнь 2009 год Молодецкий курган был полностью закрыт для посещения с целью рекультивации земли и восстановления природного ландшафта.